# Mexiquito, Tabasco
Mexiquito är en ort i Mexiko.   Den ligger i kommunen Tacotalpa och delstaten Tabasco, i den sydöstra delen av landet, 700 km öster om huvudstaden Mexico City. Mexiquito ligger 63 meter över havet och antalet invånare är 262.
Terrängen runt Mexiquito är kuperad åt nordväst, men åt sydost är den bergig. Mexiquito ligger nere i en dal. Runt Mexiquito är det ganska tätbefolkat, med 93 invånare per kvadratkilometer. Närmaste större samhälle är Amatán, 8,9 km väster om Mexiquito. I omgivningarna runt Mexiquito växer i huvudsak städsegrön lövskog.